# Takaichi Kinashi
Takaichi Kinashi (jap. 木梨 鷹 Kinashi Takakazu, ur. 7 marca 1902, zm. 26 lipca 1944) – japoński komandor porucznik, oficer okrętów podwodnych, dowódca m.in. I-19 w rejsie w którym zatopił amerykański lotniskowiec „Wasp” i uszkodził pancernik „North Carolina” oraz niszczyciel „O’Brien”. Zginął w 1944 roku podczas powrotu z misji I-29 do Niemiec, po wyjściu z Singapuru w drodze do Japonii.
Od kwietnia 1929 do grudnia 1937 roku, służył jako członek załogi na okrętach podwodnych I-61, I-164, I-154 oraz I-166, od końca zaś 1937 roku dowodził kolejno Ro-59, I-3, Ro-34, I-162, I-19 oraz I-29.